# Décès en 1100
Décès
- 1096
- 1097
- 1098
- 1099
- 1100
- 1101
- 1102
- 1103
- 1104

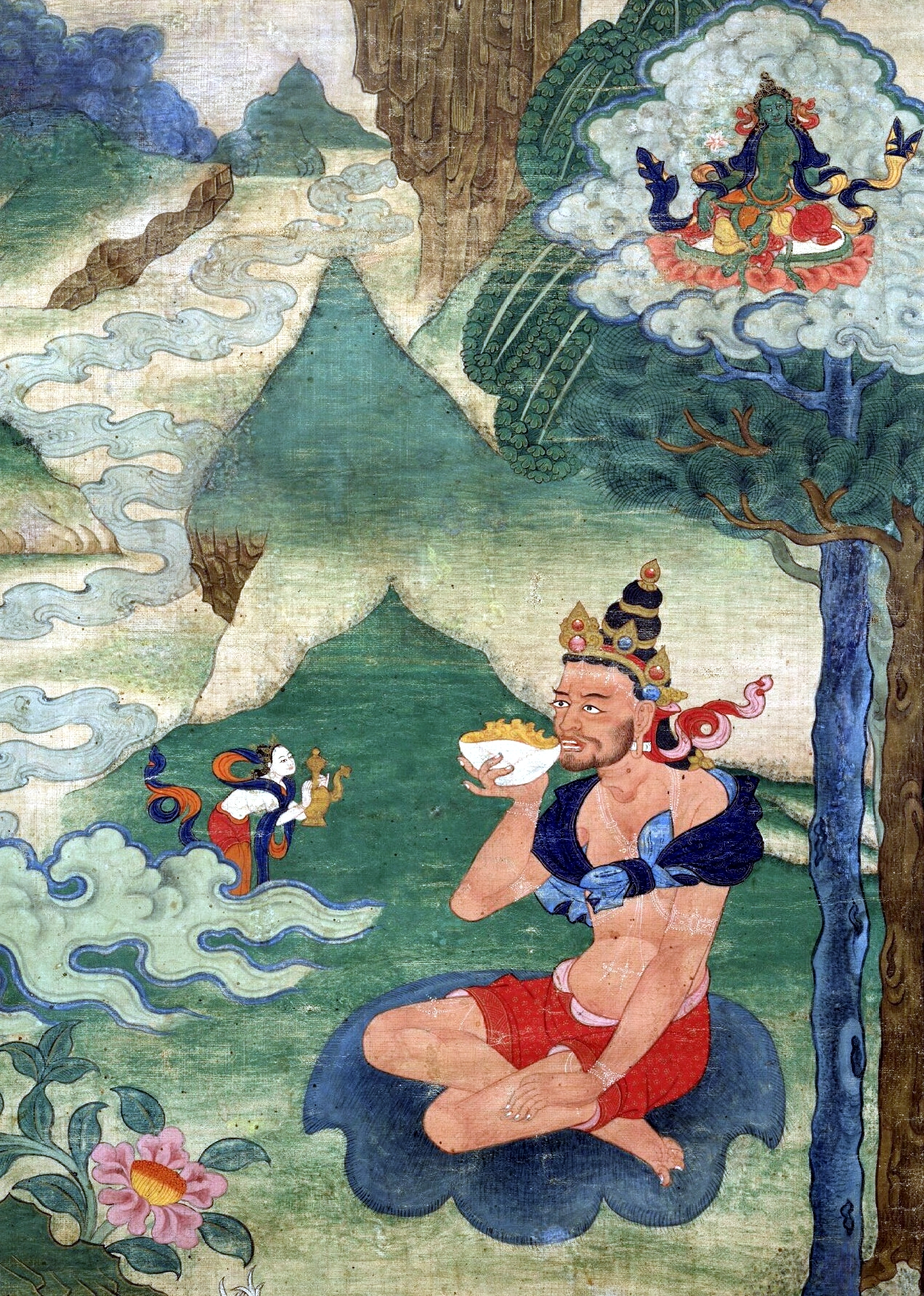
Mahasiddha Naropa, mort en 1100.

Cette page dresse une liste de personnalités mortes au cours de l'année 1100 :
- 23 février: l'empereur de Chine Song Zhezong.
- 25 février : Gerland d'Agrigente, évêque d'Agrigente (Sicile).
- 18 juillet : Godefroy de Bouillon[1].
- 2 août : Guillaume II le Roux, dans un accident de chasse dans le New Forest.
- septembre : Godefroi de Conversano, baron italo-normand du duché d'Apulie, seigneur de Montepeloso.
- 8 septembre : l'antipape Clément III[2].
- 16 septembre : Bernold de Constance, moine bénédictin et un historien allemand du haut Moyen Âge.
- Octobre : Geoffroy II, comte du Perche.
- 18 novembre : Thomas de Bayeux, archevêque d'York.
- 22 décembre : le duc Bretislav II de Bohême.

- 'Abdu Llâh Ibn Muhammad Al Ma'âfirî, juriste malikite et un théologien ash'arite andalou de la ville de Séville.
- Adélaïde de Weimar-Orlamünde, fille d'Othon comte de Weimar-Orlamünde, de 1062–1067 mais aussi margrave de Misnie et de son épouse Adèle de Brabant, une fille de Régnier de Louvain fils cadet du duc Lambert Ier de Brabant.
- Azzo de Gobatsburg (en), noble suédois.
- Pietro Alberini, cardinal de l'Église catholique.
- Bretislav II de Bohême, duc de Bohême.
- Ermengarde de Nevers (ro), comtesse de Nevers, fille de Renaud II de Nevers.
- Garnier de Grez (en), comte de Grez.
- Gilla na Naomh Ua hEidhin (en), roi d'Uí Fiachrach Aidhne (Irlande).
- Guillaume IV de Montferrat, marquis de Montferrat.
- Guy Ier de Ponthieu, comte de Ponthieu.
- Khaidu khan, khan mongol, dirigeant du Khamag Mongol.
- Guillaume Ier de Nevers (date variable selon les sources), comte de Nevers, d'Auxerre et de Tonnerre.
- Jaya Pala (en), roi de Kamarupa.
- Naropa, érudit d'Inde et un maître reconnu du bouddhisme tibétain.
- Nigel d'Aubigny de Cainhoe (en), noble et chevalier normand.
- Qutb al-din Hasan (en), roi des Ghorides.
- Svend Høra (en), pirate danois.

date incertaine
- date variable :
  - Thimo Ier de Wettin, seigneur de Kistritz et comte de Wettin.

- vers 1100 :
  - Qin Guan, écrivain et poète chinois.

## Crédit d'auteurs
- Cet article est partiellement ou en totalité issu de l'article intitulé « 1100 » (voir la liste des auteurs).